# Polypodium ursipes
Polypodium ursipes là một loài thực vật có mạch trong họ Polypodiaceae. Loài này được Moritz ex C. Chr. miêu tả khoa học đầu tiên năm 1906.